# Superliga e Futbollit të Kosovës 2018-2019
La Superliga e Futbollit të Kosovës 2018-2019 (chiamata ufficialmente IPKO Superliga e Futbollit të Kosovës per motivi di sponsorizzazione) è stata la 20ª edizione del massimo campionato di calcio kosovaro. La stagione è iniziata il 18 agosto 2018 e si è conclusa il 19 maggio 2019. Il Drita era il detentore in carica del titolo. Il Feronikeli ha vinto il torneo per la terza volta nella sua storia.

## Stagione

### Novità
Al termine della stagione 2017-2018, sono retrocessi Besa Peć e Vllaznia Pozheran. Dalla Liga e Parë sono stati promossi Ballkani e KEK. Mentre invece si sono salvate ai play-out Flamurtari Prishtina e Ferizaj che hanno vinto rispettivamente contro Vushtrria e Vëllaznimi.

### Regolamento
Le 12 squadre partecipanti si sfidano in un girone di andata, ritorno e andata per un totale di 33 giornate.

La squadra campione del Kosovo si qualifica per il primo turno di qualificazione della UEFA Champions League 2019-2020.

La nona e la decima affrontano i play-out rispettivamente contro la terza e la quarta classificata della Liga e Parë.

Le ultime due classificate retrocedono direttamente in Liga e Parë.

## Squadre partecipanti
| Club                 | Città              | Stadio                    | Stagione precedente     |
| -------------------- | ------------------ | ------------------------- | ----------------------- |
| Ballkani             | Suva Reka          | Stadio Città di Suva Reka | 1º posto in Liga e Parë |
| Drenica              | Skënderaj          | Stadio Bajram Aliu        | 6º posto                |
| Drita                | Gjilan             | Stadio Città di Gjilan    | Campione del Kosovo     |
| Ferizaj              | Ferizaj            | Stadio Ismet Shabani      | 4º posto in Liga e Parë |
| Feronikeli           | Glogovac           | Stadio Rexhep Rexhepi     | 5º posto                |
| Flamurtari Prishtina | Pristina           | Stadio Xhemail Ibishi     | 10º posto               |
| Gjilani              | Gjilan             | Stadio Città di Gjilan    | 8º posto                |
| KEK                  | Obilić             | Stadio Agron Rama         | 2º posto in Liga e Parë |
| Liria                | Prizren            | Stadio Përparim Thaçi     | 7º posto                |
| Llapi                | Podujevë           | Stadio Zahir Pajaziti     | 3º posto                |
| Prishtina            | Pristina           | Stadio del Kosovo         | 2º posto                |
| Trepça '89           | Kosovska Mitrovica | Stadio Riza Lushta        | 4º posto                |

## Classifica finale
|                   | Pos. | Squadra              | Pt | G  | V  | N  | P  | GF | GS  | DR  |
| ----------------- | ---- | -------------------- | -- | -- | -- | -- | -- | -- | --- | --- |
| Kosovo (bandiera) | 1.   | Feronikeli           | 80 | 33 | 25 | 5  | 3  | 64 | 14  | +50 |
|                   | 2.   | Prishtina            | 75 | 33 | 23 | 6  | 4  | 49 | 12  | +37 |
|                   | 3.   | Llapi                | 69 | 33 | 22 | 3  | 8  | 54 | 24  | +30 |
|                   | 4.   | Drita                | 48 | 33 | 14 | 6  | 13 | 47 | 39  | +8  |
|                   | 5.   | Ferizaj              | 46 | 33 | 14 | 4  | 15 | 39 | 41  | -2  |
|                   | 6.   | Flamurtari Prishtina | 45 | 33 | 12 | 9  | 12 | 33 | 39  | -6  |
|                   | 7.   | Drenica              | 43 | 33 | 11 | 10 | 12 | 41 | 33  | +8  |
|                   | 8.   | Ballkani             | 43 | 33 | 12 | 7  | 14 | 35 | 36  | -1  |
|                   | 9.   | Trepça '89           | 42 | 33 | 11 | 9  | 13 | 40 | 45  | -5  |
|                   | 10.  | Gjilani              | 38 | 33 | 10 | 8  | 15 | 28 | 37  | -9  |
|                   | 11.  | Liria                | 28 | 33 | 8  | 4  | 21 | 30 | 60  | -30 |
|                   | 12.  | KEK                  | 1  | 33 | 0  | 1  | 32 | 24 | 104 | -80 |

      Campione del Kosovo e ammessa alla UEFA Champions League 2019-2020
  Partecipano ai play-out.
      Retrocesse in Liga e Parë 2019-2020.

## Risultati

### Partite (1-22)
|                      | Bal  | Dre  | Dri  | Frj  | Fer  | FlP  | Gji  | KEK  | Lir  | Lla  | Pri  | T'89 |
| -------------------- | ---- | ---- | ---- | ---- | ---- | ---- | ---- | ---- | ---- | ---- | ---- | ---- |
| Balkani              | –––– | 2-0  | 1-2  | 1-2  | 0-1  | 1-0  | 4-1  | 3-0  | 1-0  | 0-3  | 1-1  | 0-0  |
| Drenica              | 2-1  | –––– | 1-2  | 3-1  | 0-0  | 1-1  | 0-0  | 5-1  | 1-0  | 0-2  | 0-1  | 3-0  |
| Drita                | 6-1  | 2-0  | –––– | 1-0  | 1-1  | 1-3  | 3-1  | 5-0  | 0-1  | 1-2  | 1-0  | 1-1  |
| Ferizaj              | 1-0  | 2-0  | 0-2  | –––– | 0-2  | 2-3  | 0-2  | 4-1  | 1-0  | 0-1  | 0-0  | 2-0  |
| Feronikeli           | 1-0  | 2-1  | 4-0  | 2-0  | –––– | 2-0  | 3-0  | 4-1  | 4-2  | 2-0  | 0-1  | 1-1  |
| Flamurtari Prishtina | 0-0  | 0-3  | 0-1  | 1-0  | 1-3  | –––– | 1-1  | 1-0  | 3-1  | 0-1  | 2-0  | 0-2  |
| Gjilani              | 1-3  | 1-0  | 1-0  | 1-0  | 1-0  | 0-0  | –––– | 2-0  | 0-1  | 0-1  | 0-3  | 1-0  |
| KEK                  | 2-2  | 2-4  | 1-2  | 1-2  | 0-1  | 3-4  | 2-3  | –––– | 0-3  | 0-3  | 1-2  | 1-5  |
| Liria                | 0-1  | 1-1  | 3-2  | 0-0  | 0-2  | 1-0  | 1-1  | 6-2  | –––– | 2-3  | 0-1  | 0-4  |
| Llapi                | 0-1  | 0-1  | 1-0  | 5-1  | 0-1  | 0-0  | 3-1  | 2-0  | 1-0  | –––– | 1-0  | 3-1  |
| Priština             | 2-0  | 1-0  | 2-0  | 0-0  | 1-1  | 1-1  | 1-0  | 3-0  | 4-0  | 2-1  | –––– | 2-0  |
| Trepca'89            | 1-0  | 1-1  | 1-0  | 2-0  | 0-1  | 2-2  | 1-1  | 4-1  | 1-2  | 1-1  | 0-2  | –––– |

### Partite (23-33)
|                      | Bal  | Dre  | Dri  | Frj  | Fer  | FlP  | Gji  | KEK  | Lir  | Lla  | Pri  | T'89 |
| -------------------- | ---- | ---- | ---- | ---- | ---- | ---- | ---- | ---- | ---- | ---- | ---- | ---- |
| Balkani              | –––– |      | 2-0  | 2-4  |      | 2-0  | 1-0  |      |      |      | 0-2  |      |
| Drenica              | 1-1  | –––– |      | 0-0  | 0-1  |      | 0-0  |      |      | 0-2  |      | 2-0  |
| Drita                |      | 2-2  | –––– |      |      | 1-2  |      | 4-0  | 2-0  |      | 1-1  | 1-1  |
| Ferizaj              |      |      | 1-2  | –––– |      | 3-1  | 2-1  |      | 3-1  |      | 0-2  |      |
| Feronikeli           | 1-0  |      | 4-1  | 1-2  | –––– |      | 2-0  |      |      |      | 1-0  | 5-0  |
| Flamurtari Prishtina |      | 0-0  |      |      | 0-0  | –––– |      | 2-1  | 0-1  | 3-2  |      |      |
| Gjilani              |      |      | 0-0  |      |      | 0-1  | –––– | 2-0  | 4-0  |      | 0-1  | 1-1  |
| KEK                  | 0-3  | 1-5  |      | 2-5  | 0-4  |      |      | –––– |      | 0-1  |      |      |
| Liria                | 0-0  | 2-3  |      |      | 0-4  |      |      | 3-1  | –––– | 0-4  |      |      |
| Llapi                | 1-1  |      | 1-0  | 2-0  | 1-3  |      | 2-1  |      |      | –––– |      | 4-1  |
| Priština             |      | 2-1  |      |      |      | 3-0  |      | 1-0  | 3-0  | 1-0  | –––– | 3-0  |
| Trepca'89            | 2-1  |      |      | 1-2  |      | 1-0  |      | 4-0  | 2-1  |      |      | –––– |

## Spareggi promozione/retrocessione
|            | Risultati |            | Luogo e data                       |
| ---------- | --------- | ---------- | ---------------------------------- |
| Gjilani    | 1 - 0     | Besa Peć   | Gjilan, 30 maggio 2019             |
| Trepça '89 | 4 - 2     | Vëllaznimi | Kosovska Mitrovica, 1º giugno 2019 |
|            |           |            |                                    |

## Statistiche

### Individuali

#### Classifica marcatori
| Gol |  |  | Giocatore        | Squadra              |
| --- |  |  | ---------------- | -------------------- |
| 21  |  |  | Kastriot Rexha   | Feronikeli           |
| 12  |  |  | Ahmed Januzi     | Llapi                |
| 12  |  |  | Festim Alidema   | Llapi                |
| 11  |  |  | Meriton Korenica | Prishtina            |
| 10  |  |  | Mendurim Hoti    | Feronikeli           |
| 10  |  |  | Alban Shillova   | Flamurtari Prishtina |
| 10  |  |  | Jetmir Topalli   | Ballkani             |
| 9   |  |  | Betim Haxhimusa  | Drita                |
| 9   |  |  | Jean Carioca     | Feronikeli           |